# Marlene Santos
Marlene Santos (* 24. Oktober 1999) ist eine brasilianische Hürdenläuferin, die sich auf die 400-Meter-Distanz spezialisiert hat.

## Sportliche Laufbahn
Erste internationale Erfahrungen sammelte Marlene Santos im Jahr 2017, als sie bei den U20-Südamerikameisterschaften in Leonora in 61,24 s die Silbermedaille über 400 m Hürden gewann und mit der brasilianischen 4-mal-100-Meter-Staffel in 47,63 s den vierten Platz belegte. Im Jahr darauf schied sie bei den U20-Weltmeisterschaften in Tampere mit 60,53 s im Halbfinale aus und belegte mit der 4-mal-400-Meter-Staffel in 3:34,55 min den achten Platz. Anschließend gewann sie bei den U23-Südamerikameisterschaften in Cuenca in 59,52 s die Bronzemedaille hinter der Argentinierin Fiorella Chiappe und ihrer Landsfrau Chayenne da Silva. Zudem gewann sie mit der 4-mal-400-Meter-Staffel in 3:42,38 min die Silbermedaille hinter dem kolumbianischen Team. 2019 wurde sie bei den Südamerikameisterschaften in Lima in 57,43 s Fünfte über die Hürden und gewann in 3:35,29 min gemeinsam mit Ana Azevedo, Alessandra Silva und Tiffani Marinho die Silbermedaille hinter dem Team aus Kolumbien. Anschließend nahm sie an der Sommer-Universiade in Neapel teil und schied dort mit 57,99 s im Halbfinale aus. 2021 gewann sie dann bei den U23-Südamerikameisterschaften in Guayaquil in 59,60 s die Bronzemedaille hinter ihrer Landsfrau Chayenne da Silva und Valeria Cabezas aus Kolumbien. Im Dezember wurde sie bei den erstmals ausgetragenen Panamerikanischen Juniorenspielen in Cali in 59,86 s Fünfte und siegte in 3:33,40 min in der 4-mal-400-Meter-Staffel. 2023 gewann sie bei den World University Games in Chengdu in 56,45 s die Silbermedaille hinter der Italienerin Alice Muraro und auch mit der Staffel gewann sie in 3:34,31 min die Silbermedaille hinter dem polnischen Team. Im November gewann sie bei den Panamerikanischen Spielen in Santiago de Chile in 57,18 s die Silbermedaille hinter der Panamaerin Gianna Woodruff. Im Jahr darauf belegte sie bei den Ibero-Amerikanischen Meisterschaften in Cuiabá in 59,53 s den achten Platz.
In den Jahren 2019 und 2021 wurde Santos brasilianische Meisterin in der 4-mal-400-Meter-Staffel sowie 2023 in der Mixed-Staffel.

## Persönliche Bestzeiten
- 400 Meter: 53,95 s, 9. April 2021 in Bragança Paulista
- 400 m Hürden: 56,45 s, 3. August 2023 in Chengdu